# Monique Gabrielle
Monique Gabrielle (* 30. Juli 1963 als Katherine Gonzalez in Kansas City, Missouri), auch bekannt als Lucy Burnett, Luana Chass oder Monique Gabriella, ist US-amerikanisches Model, Schauspielerin und Pornodarstellerin.

## Leben

### Kindheit und Jugend
Monique Gabrielle wurde in Kansas City als Nachfahrin europäischer Einwanderer geboren, lebte aber ab dem dritten bis zum achtzehnten Lebensjahr in Denver. Ihre erste Rolle spielte sie im Alter von fünf Jahren in einem Kirchenspiel, in dem sie einen Engel verkörperte. Bereits während ihrer High-School-Zeit begann sie zu modeln und gewann 1979 den Titel der Miss America Legion mit 17 Jahren. Nach ihrem High-School-Abschluss zog sie 1980 nach Kalifornien, wo sie bereits zwei Monate später von einer Model-Agentur angeworben und zu ersten professionellen Aufnahmen nach Japan geschickt wurde.

### Model und Schauspielerin
1982 wurde sie Pet of the Month December des Magazins Penthouse. Darauf folgten meist kleinere Rollen in zum Teil erfolgreichen Filmen. Durch die berühmte Traumsequenz in dem Film Bachelor Party, in der sie die erotische Fantasie eines der männlichen Protagonisten verkörperte, wurde sie zunächst oft in der Rolle des Fantasy Girl, des Mädchens, das nur in der Vorstellung existiert, eingesetzt. In der Folge gelang es ihr nicht, sich in kommerziell erfolgreichen Produktionen zu etablieren, was zum Teil auch auf ihre krankhaften Angstzustände zurückzuführen war. Dafür spezialisierte sie sich auf Rollen in B-Movies, Barbarenfilmen, erotischen Filmen und Videoproduktionen. 1987 spielte sie unter der Regie von Walerian Borowczyk – der sich später wenig begeistert über Gabrielle äußerte – die Titelrolle in Emmanuelle 5. Dieser Film ließ ihren Bekanntheitsgrad vorübergehend etwas größer werden. Infolge ihrer neu gewonnenen Popularität wurde öffentlich, dass sie 1982 in dem Pornofilm Bad Girls IV unter dem Namen Luana Chass mitgewirkt hatte. Sie spielte jedoch darin keine pornografische Rolle.

### Unternehmerin
In den 1990er Jahren zog sie sich mehr und mehr aus dem Film- und Model-Geschäft zurück und gründete eine eigene Firma namens Purrfect Productions, die erotische Filme und Literatur vertreibt. Zusammen mit Julie Strain und anderen (ehemaligen) Erotikstars gründete sie die Sex Symbols Dynasty, eine Vereinigung, die sich zunächst darauf spezialisieren wollte, der Öffentlichkeit nahezubringen, dass auch sogenannte Sexsymbole nicht als Ware, sondern als Persönlichkeiten zu betrachten sind. Nach einem veröffentlichten Buch und einigen Artikeln verlief sich diese Idee jedoch und ging in ihren Purrfect Productions Versand über, der sein Programm seit Ende der 1990er Jahre zunehmend auch auf Pornografie ausdehnte.

### Spätere Karriere
Seit der Jahrhundertwende tauchen in ihren Blogs vermehrt Einträge auf, die sich ihren meist nicht näher beschriebenen gesundheitlichen Problemen widmen, darunter Gewichtsprobleme. Mittlerweile spielt sie auch selber in pornografischen, billig produzierten Videoproduktionen wie The Naughty Housewife oder Barely Legal mit und hat eine extreme Brustvergrößerung durchführen lassen. In diesen Filmen verkörpert sie oft die Rolle der Valentina Angel, die sich zahlreichen zum Teil ungewöhnlichen erotischen Spielen widmet. Seit 2003 ist sie mit dem Pornoproduzenten Tony Angove verheiratet und lebt in Florida.

## Filmografie (Auswahl)
- 1982: Nightshift – Das Leichenhaus flippt völlig aus (Night Shift)
- 1984: Bachelor Party
- 1987: Amazonen auf dem Mond oder Warum die Amis den Kanal voll haben (Amazon Women on the Moon)
- 1987: Mystor – Der Todesjäger II (Deathstalker II)
- 1988: Emmanuelle 5
- 1989: Silk 2 – Hart wie Seide, sanft wie Stahl (Silk 2)
- 1992: Evil Toons – Flotte Teens im Geisterhaus (Evil Toons)

## Erotikproduktionen (ohne Jahresangabe)
- Angels in Motion
- Barely Legal
- Bottoms Up
- Centerfold Treasures
- Dian & Monique – A Celebrity Photo Shoot Video
- Dirty Little Sluts
- The Doll Part 1–2
- The Dominator Part 1–2
- Erotic Images
- Erotic Pleasures
- Fetish
- Free for All
- Griffin & Monique: Touched by Angel
- Hose Job
- Hot Girls
- Itsy Bitsy Bikini Workout
- La Grande Derriere
- Las Vegas Bust
- The Mating Game
- Odyssey: Lust in Space
- Rhonda & Monique – A Celebrity Photo Shoot Video
- Scream Queen Private Party
- Sirens
- Strap-on Adventure / M & L
- Sweet Cheeks
- Valentina’s Angels – ‘The Jewel Thief’
- Valentina’s Fantasy
- Valentina’s Purrfect Package
- Valentina’s Rehearsal of Fortune Part 1–2
- Wild and Wet Adventure

## Beiträge in Zeitschriften (Auswahl)
- 1982: Penthouse (mehrere Fotoserien: Dezember 1982, Januar 1984, Juli 1984, September 1989 und verschiedene Sonderausgaben)
- 1982: Playboy (mehrere Fotoserien: November 1982, November 1984, Juli 1986, Mai 1987, November 1987, Juli 1989, April 1983, Mai 1997 und August 1997)
- 1986: Lui (Oktober 1986 in Frankreich, April 1987 in Deutschland)
- 1987: Neue Revue
- 1993: Femme Fatales (Film Magazin, Beiträge und Interviews den Ausgaben 1, 2 und 5. Nummer 2 enthält einen von ihr geschriebenen Artikel über Scream-Queens)
- 1995: Draculina #21 (Horrorfilm Magazin, 12-seitige Fotoserie mit Interview)
- 1995: Focus #4 (Film Magazin, Sonderausgabe über Monique Gabrielle, mit seltenen Kinderfotos und früheren Modelarbeiten unter anderem aus Japan, sowie einer ausführlichen Autobiografie)
- 1995: Leg Show Magazine (Fetisch-Magazin mit Fixierung auf Frauenbeine, 10-seitige Fotoserie mit Interview)
- 1995: Scream Queens (Film Magazin, Fotos und Beiträge in den Ausgaben 2 und 7, in Ausgabe 2 ein von ihr geschriebener Artikel über Scream-Queens)
- 1996: Heavy Metal Magazine (6-seitiges Porträt über Sex Symbol Dynasty)
- 1998: High Society (Dezember-Ausgabe)

## Sonstiges Merchandising
- Der Figurenversand Monsters in Motion bietet eine Kunstharz-Skulptur von ihr an, die sie als Amazonenkönigin auf einem Thron darstellt. Der herstellende Künstler ist Joseph Laudati.[6]
- Es gibt zwei Sammelkartenspiele von ihr exklusiv und vier weitere aus der Scream Queens-Serie, die Karten von ihr enthalten.
- In ihrem eigenen Versand werden die meisten Artikel von bzw. mit ihr gegen Aufpreis wahlweise mit Autogramm, Lippen- (Kissogram) oder Brustwarzenabdruck (Nipple Print) angeboten.